# Konzervatoř Teplice
Konzervatoř Teplice je samostatným druhem školy v Teplicích v Ústeckém kraji, která připravuje své žáky ve studijních oborech hudba a zpěv. V oboru hudba se zde vyučuje hře na klavír, varhany, cembalo, dechové nástroje (zobcová flétna, příčná flétna, hoboj, klarinet, saxofon, fagot, lesní roh, trubka, pozoun a tuba), smyčcové nástroje (housle, viola, violoncello a kontrabas), kytaru, akordeon a bicí nástroje. Dále je možno studovat dirigování a hudební skladbu. Obor zpěv je zaměřen na operní a populární zpěv.

## Formy studia
Na teplické konzervatoři lze dle zákona č. 561/2004 Sb. (školský zákon) studovat:
- denní formou vzdělávání s pětidenním vyučovacím týdnem v průběhu školního roku
- kombinovanou formou vzdělávání, která střídá denní a dálkovou formu

U kombinované formy je vyučování rozvrženo na konzultace skupinově vyučovaných předmětů (každý pátek v týdnu) a individuální vyučování, které probíhá v ostatních dnech v týdnu po domluvě s vyučujícími.